# Lac Ouvildy
Le lac Ouvildy (en russe : Увильды, en bachkir : Өйәлге, Öyälge) est un lac de Russie situé dans le sud de l’Oural. Avec une superficie de 68,1 km2, c’est le plus grand lac naturel de l’oblast de Tcheliabinsk.

## Géographie
Le lac Ouvildy est situé dans le nord de l’oblast de Tcheliabinsk, à environ 70 km au nord-est de Tcheliabinsk et à une vingtaine de kilomètres de Kychtym, Karabach et Argaïach.

## Histoire
Lors d’une sécheresse en 1975, un canal fut percé entre le lac Ouvildy et le réservoir d'Argazi pour alimenter ce dernier, qui approvisionne Tcheliabinsk en eau. Le niveau du lac baissa de 4 mètres et ne retrouva sa hauteur initiale que 30 ans plus tard.

## Tourisme

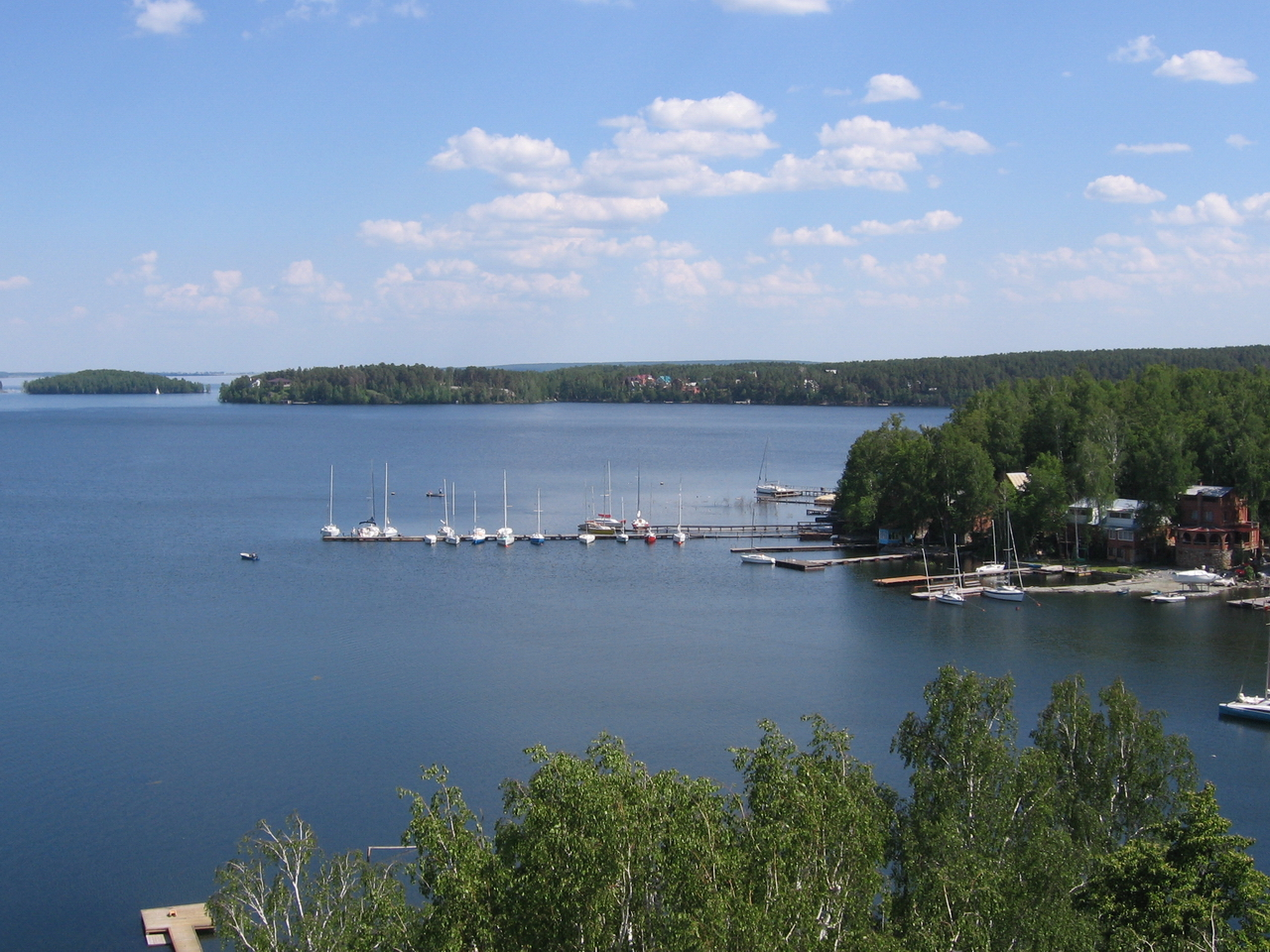
Une baie dans le lac Ouvildy.

Plusieurs bases de loisirs et stations thermales sont construites autour du lac Ouvildy. On y pratique aussi la plongée et la pêche.